# Spiridion insigne
Spiridion insigne is een ringworm uit de familie van de Naididae. De wetenschappelijke naam van de soort is voor het eerst geldig gepubliceerd in 1935 door Knöllner.